# شهرستان بارنز (داکوتای شمالی)
شهرستان بارنز، داکوتای شمالی (به انگلیسی: Barnes County, North Dakota) یک سکونتگاه مسکونی در ایالات متحده آمریکا است که در داکوتای شمالی واقع شده‌است.

## خصوصیات
شهرستان بارنز ۳٬۹۱۸٫۶۷ کیلومترمربع مساحت دارد.